# デュアルユース
デュアルユースとは、民生と軍事の両目的に使用できるテクノロジー、又は民間企業の技術の中で防衛用途に活用できる先進技術。軍民両用（技術）、デュアルユース・テクノロジーとも呼ばれる。 

## 概要
デュアルユースとは、「ある時点で複数の目的を満たせるあらゆるテクノロジー」を指す。民間の商業的関心のみに利益をもたらすであろう高価な技術も、軍事目的に使用可能である。その反対にグローバル・ポジショニング・システム(GPS)のように軍事目的のものが民生利用されるものもある。 
2023年の日本の世論調査で大学等の研究機関や民間企業の先進技術を防衛用途に活用することへの賛否では、「賛成」「どちらかといえば賛成」が計83・6％で、「反対」「どちらかといえば反対」の計15・1％を圧倒した。

## ミサイル

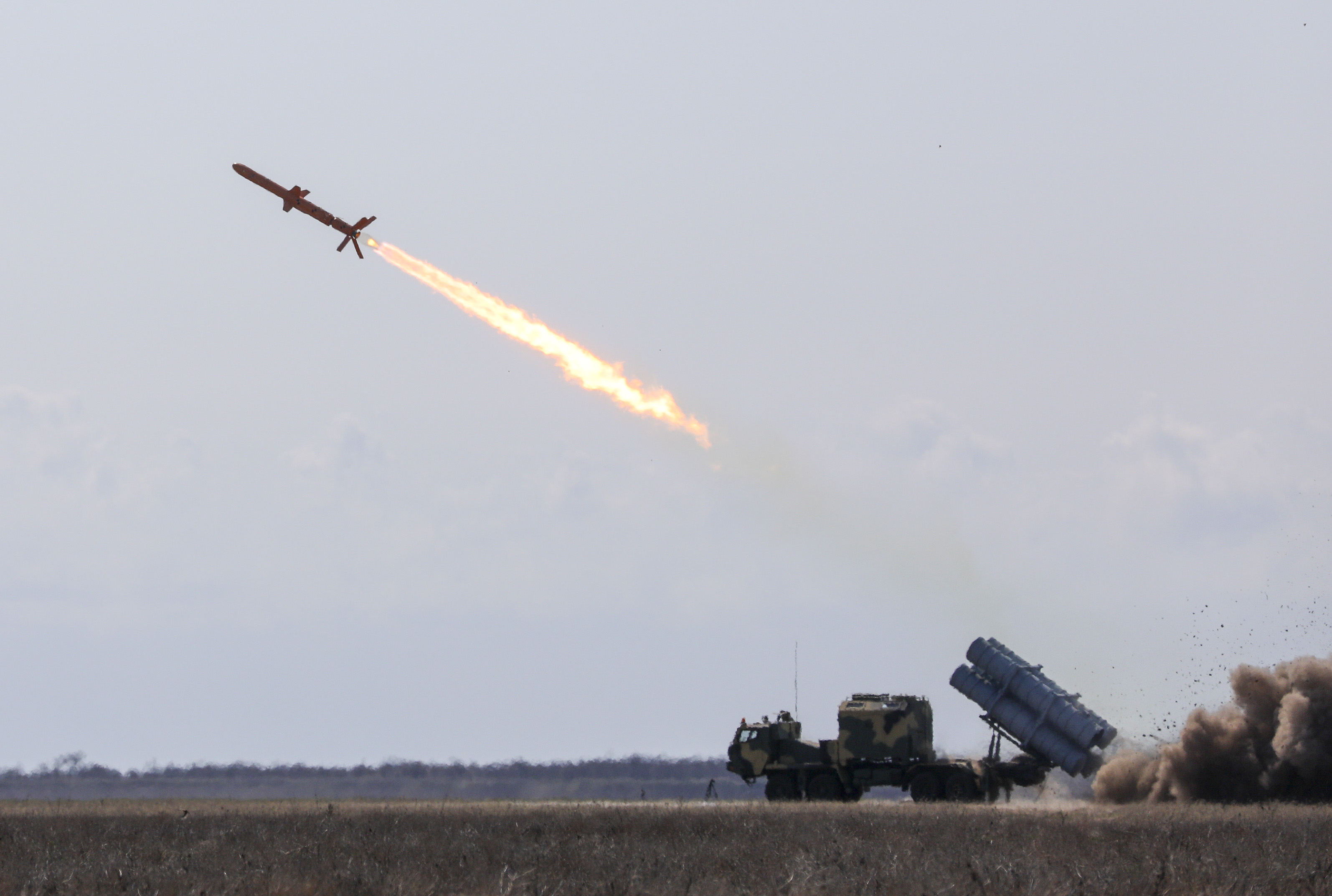
ネプチューン巡航ミサイルの発射

もともとは冷戦時代に兵器として開発されたもので、アメリカとソ連は数十億ドルを投じて、人類を宇宙に（そしてついには月にも）運べるロケット技術を開発した。この平和的なロケット技術の開発は、大陸間弾道ミサイル技術の開発と並行して行われ、自国ロケットの可能性を相手に示すためのものであった。 
弾道ミサイルを開発しようとする人々は、自分たちのロケットは平和的目的のために作られたものだと主張するかもしれない。たとえば、商用衛星の打ち上げや科学的目的など。しかし、純粋に平和目的のロケットであっても、兵器への転用や、そのための技術的基盤を提供されることがある。 
平和的なロケット計画の中で、様々な平和的な応用が、軍事的役割と並行していると見ることができる。例えば、科学観測機器を軌道上からの安全な地球への帰還は、再突入能力を示すことになり、1台のロケットで複数の衛星打ち上げ能力を実証することは、軍事的な文脈では、MIRVを配備する潜在力があると見ることができる。 

## 核
デュアルユース原子力技術とは、民生用原子力技術の軍事利用の可能性を指す。核燃料サイクルのいくつかの段階で核物質を核兵器への転用が可能という意味で、原子力発電プログラムの設置に関連する多くの技術や物質は、デュアルユースの能力を持つ。このような場合、原子力発電プログラムは原子爆弾への道となるか、秘密裏の爆弾計画の公開された付属物となり得る。イランの核活動をめぐる危機がその一例である。 

多くの国連やアメリカの機関は、原子炉の増設は核拡散リスクを必然的に増大させると警告する。アメリカと世界の安全保障上の基本的目標は、原子力発電の拡大に伴う核拡散リスクを最小化することである。この開発が「管理不十分であったり、リスク抑制の努力がうまくいかなかったりすると、原子力の未来は危険なものになる」。原子力発電計画が安全・厳重に開発・管理されるためには、各国が適切な原子力の運用・管理を促す国内の「優れた統治」特性を持つことが重要である。 
 これらの特徴には、汚職の程度の低さ（パキスタンのA.Q.カーンの密輸ネットワークで発生したように、役人が私利私欲のために材料や技術を売らないようにするため）、政治的安定性の高さ（世界銀行の定義では、「政治的動機による暴力やテロを含む違憲または暴力的な手段で政府が不安定化または転覆する可能性が高い」とされる。）、政府の有効性スコアの高さ（世界銀行は「行政事務の質と政治的圧力からの独立性の度合い、および政策の策定と実施の質」を総合的に評価すると定義している）、規制能力の高さなどを含む。 

## 人工知能
「このようなAI技術の二面性が、国を超えて個人や事業体に多大なセキュリティリスクをもたらしている。」
-フォーブス（2019）

人工知能（AI）の進歩が進むにつれ、人工知能はデュアルユース技術としての能力がますます注目されるようになってきた。人工知能は、現在の技術のサイバースペースに簡単に統合できるだけでなく、多くの様々な分野に応用可能である。人工知能技術は、MRIスキャン中のサンプルの異常検出から、国全体の住民の監視まで、困難な問題を解決する複数のアルゴリズムを実行できるようになっている。中国の大量監視では、政府は群衆の中から記録が不十分な市民を区別するために人工知能を使用している。人工知能を使って作られたすべての新しい発明やアプリケーションには、それ自体プラスとマイナスの効果がある。人工知能の潜在的な用途が増えるにつれ、国家は人工知能をデュアルユース技術として規制する必要があると主張する人もいる。 

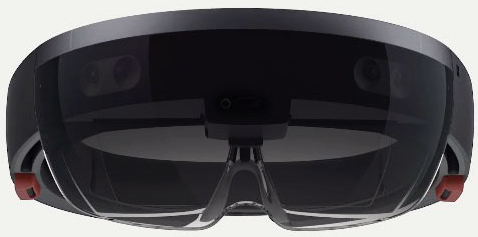
マイクロソフトのHoloLens 2

### HoloLens 2
2019年初頭、マイクロソフトは現実世界の中で拡張現実を体験できるスマートグラス「en:HoloLens 2」を発表した。しかし、マイクロソフトがアメリカ政府と4億7,900万ドルの契約を結んだことが明らかになった。この契約では、マイクロソフトは、統合視覚拡張システム（IVAS）と呼ばれるHoloLensスマートグラスの別バージョンを作成し、米軍に供給することになる。IVASは、仮想環境での戦場体験を持つ兵士や現場の衛生兵を訓練するために使用される。このバージョンのHoloLensは、兵士が現在の環境や友軍部隊の位置などの仮想地図を持てるようにした。匿名のマイクロソフト社の従業員が、マイクロソフト社にIVAS契約の終了を要求する公開書簡を公開した。 
マイクロソフトのブラッド・スミス社長は、軍の仕事の問題でマイクロソフトがどこに立っているか、透明性を持たせるために3つの重要な原則を掲げて公開ブログを投稿した。
第一に、私たちはアメリカの強力な防衛を信じており、アメリカを防衛する人々には、マイクロソフトを含むアメリカ最高のテクノロジーにアクセスできるようにしてほしいと考えている。第二に、私たちは、人工知能が武器や戦争のために生み出している重要で新しい倫理的・政策的問題を高く評価している。私たちは、企業市民としての知識と声を活かし、国の市民的・民主的なプロセスを通じて、責任ある方法でこれらの問題に取り組みたい。第三に、当社の従業員の中には、異なる見解を持つ人がいることを理解している。私たちは、マイクロソフトで働くすべての従業員に、会社が取るすべての立場を支持することを求めたり、期待したりしない。また、一部の従業員が他国で働いている、または他国の国民である可能性があり、特定のプロジェクトで働きたくないという事実も尊重する。いつものことであるが、社員が別のプロジェクトやチームで働きたいと希望する場合は、理由の如何を問わず、私たちが人材の流動性をサポートしていることを知ってもらいたいと考えている。当社の規模と製品の多様性を考慮すると、当社ではしばしば全社的に求人を出しており、マイクロソフトの人事チームの助けを借りながら、やりたい仕事を探してもらいたいと考えている。

## 化学
化学兵器の現代史は、第一次世界大戦の交戦国、特にドイツの化学産業にまで遡ることができる。多くの工業用化学プロセスは、有毒な中間段階、最終製品、副産物を生み出しており、化学産業を持つ国は、兵器化された化学物質を生み出す可能性がある。塩素は、漂白剤のようないくつかの家庭用品に含まれている化学薬品であり、その幅広い用途で様々な利点を提供している。しかし、それはまた、化学兵器として使用することもできる。フッ化水素は、低純度製品はフッ化物の製造原料など、高純度製品は半導体製造工程などで使用されるが、生物・化学兵器など大量破壊兵器の製造にも転用できる。 

## 生物学
研究所での緩いバイオセキュリティーは、潜在的な選択薬剤が悪意のある当事者の手に落ちたのではないかと研究者や規制当局を悩ませている。2001年のアメリカ炭疽菌事件に貢献した可能性がある。大学は、その危険性に無関心で規制を無視することがある。違反の大半は良性のものだが、1997年にインペリアル・カレッジ・ロンドンで行われたC型肝炎ウイルスとデング熱ウイルスの混入事件では、労働安全衛生が守られなかったために罰金が科せられた。テキサスA&M大学の研究プログラムは、ブルセラ属とコクシエラ菌の感染が報告されなかったために閉鎖された。2007年7月のロンドン中心部とグラスゴー空港でのテロ攻撃は、国民保健サービスの医療従事者が関与していた可能性があるということは、病原体に接触する人々をスクリーニングする必要があるかもしれないという最近の警鐘であった。研究による進展への寄与を損なうことなく、セキュリティーを維持することが課題となっている。
デュアルユースの生物倫理における持続可能な文化の構築に関するプロジェクトの報告によると、過去10年以上に科学と安全保障の双方で変化が見られた結果、いくつかの国や多国間組織が、生物科学者にデュアルユースに関する懸念や生物兵器防止の基盤となる法的義務を認識させることの重要性を強調していると示された。これを達成するために特定された重要なメカニズムの一つは、「責任の文化」と呼ばれるものの構築を目的とした、生命科学の学生の教育を通じたものにある。
2008年の生物兵器禁止条約（BTWC）締約国会議では、以下のことがコンセンサスで合意された。締約国は、生物科学に従事する者が条約及び関連する国内法及びガイドラインの下での義務を確実に認識することの重要性を認識している。締約国は、関連する科学技術研修プログラムおよび継続的専門教育におけるセミナー、モジュールまたはコースの正式な要件（潜在的に必須の構成要素となるものを含む）が、条約の認識向上および実施に役立つ可能性があると指摘した。
他の国や地域組織による同様の規定とともに、バイオセキュリティー教育がより重要になっている。残念なことに、政策的にも学術的にも、世界中の生命科学者が、バイオセキュリティー、デュアルユース、BTWC、生物兵器を禁止する国の法令について情報を知らされていないか、あるいは十分に知らされていないことが多いことが示されている。さらに、各国や多国間組織が何度も宣言しているにもかかわらず、国際レベルでの声明が科学者レベルでの多面的な活動に反映する程度は、まだ限られている。

## 暗視と熱画像
並外れた性能特性（高ゲイン、特異なスペクトル感度、高分解能、低ノイズ）を持つ画像システムは、それらを生産できる少数の国によって、輸出が厳しく制限されている。これは主に敵戦闘員への拡散を制限するためと、他の世界列強が行う避けられないリバースエンジニアリングを遅らせるためである。
暗視ゴーグルに使用されるイメージ増強管や、偵察衛星や赤外線カメラに使用される焦点面アレイなど、これらの精密部品は、自然写真、医用画像処理、消防、肉食動物の個体群管理など、多くの民生用途に使用されている。
BBC自然ドキュメンタリーシリーズ「アフリカ」の野生の象とサイの夜のシーンは、ルナックス社スターライトHDカメラ（第3世代のイメージ増強管を含む特注のデジタルシネマリグ）で撮影され、デジタルで再色付けされた。
アメリカでは、L3ハリス・テクノロジーズ、FLIRシステムズなどの防衛関連企業が製造したアメリカ製の暗視システムやサーマルシステムを民間人が自由に売買できるようになっており、ほとんど制限はない。しかし、アメリカの暗視システムの所有者は、国際武器取引規則に基づき、機器を国外に持ち出したり、国際的に販売したり、外国人を招待してその技術を検査したりすることはできない。
アメリカ製イメージ増強管の輸出は、商務省および国国務省のライセンスに基づいて選択的に許可されている。ライセンス取得の要因としては、輸出先国との外交関係、販売個数、機器自体の相対的品質などが挙げられるが、これはいくつかの主要な性能特性から算出されるFOM（性能指数）スコアで表される。
競合する国際メーカー（欧州の防衛関連企業フォトニスグループ、日本の科学機器大手の浜松ホトニクス、ロシアの国営研究所JSCカトッド）は、ライセンス輸入業者を介してアメリカ市場に参入している。これらの部品は外国産であるにもかかわらず、アメリカ外への再輸出は国内部品と同様に制限されている。
商務省と産業安全保障局による2012年の評価では、性能格差の縮小と国際的な競争の増加を考慮して輸出規制を緩和すべきだとし、2015年に国務省国防貿易管理課が実施した見直し期間では、より詳細な性能定義が導入された。

## その他の技術
明らかで大ニュースになるデュアルユース技術に加えて、かつての平和的技術の多くが武器として使用されることがあるという点では、あまり目立たないものもある。

### モーター量産能力
第一次・第二次世界大戦中の例として、ドイツの玩具メーカーの役割が挙げられる。ドイツはぜんまい式玩具の生産では有数の国であり、小型で信頼性の高いぜんまい仕掛けのモーターの量産能力は、砲弾や爆弾の信管の生産能力に変わった。

### PlayStation 2

PlayStation 2のロゴ

他にも発売当初、PlayStation 2はデュアルユース技術とされていた。このゲーム機は、アメリカやヨーロッパ市場に向けて出荷される前に、特別な輸入規制を受けなければならなかった。これは、ゲーム機と同梱のメモリーカードが高速で高画質の画像を生成する能力を持っていたためで、ミサイル誘導システムと共通の特徴を持っていたからである。

## 管理
ほとんどの先進国は、特定の種類の指定デュアルユース技術について輸出規制を行っており、多くの条約でも義務付けられている。これらの規制は、政府の許可なしに特定の商品や技術の輸出を制限している。アメリカにおけるデュアルユース輸出規制の違反を調査する主な機関は、アメリカ合衆国商務省産業安全保障局輸出執行室である。輸出管理事件の省庁間調整は、輸出執行調整センター（E2C2）を通じて行われている。
各国間には、管理すべきデュアルユース（および軍事）技術のリストを調和させようとする国際的な取り決めがいくつか存在する。これらには、原子力供給国グループ、化学・生物技術を扱うオーストラリア・グループ、大量破壊兵器の配送システムを扱うミサイル技術管理レジーム、通常兵器とデュアルユース技術を扱うワッセナー・アレンジメントなどがある。各国はリストに載った技術が輸出される場合に審査を行う。なお、規制対象であっても全てが許可されないわけではなく、日本の場合は明らかに民生用途であれば通常は許可される。